# 源与汇
在物質科學、工程学与数学中，“源与汇”（source and sink）是用来描述向量場性质的一个类比。它把流体的源与汇（例如浴缸的水龍頭与排水口）这一概念推广到不同的科学领域。该术语用来描述向量场起始或终止的位置、区域或实体。讨论連續性方程式、场的散度以及散度定理时通常会用到这个类比。对于既不是源也不是汇的点，这一类比有时也包括“涡”（swirl）与“鞍（saddle）”。
对于電場而言，流的概念被場線所取代，而源与汇对应于電荷。

## 描述及流体力学类比
在物理学中，向量场{\displaystyle \mathbf {b} (x,y,z)}是一个在空间某一区域内对每一点（坐标为{\displaystyle x,y,z}）返回一个向量的函数。如果{\displaystyle \mathbf {b} }满足形連續性方程式：
{\displaystyle {\frac {\partial a}{\partial t}}+\nabla \cdot \mathbf {b} =s},
那么“源与汇”的概念适用。其中{\displaystyle t}是时间，{\displaystyle a}是与{\displaystyle \mathbf {b} }相关的某一量的密度，{\displaystyle s}是源汇项。在空间中当{\displaystyle s>0}的点称为源，而{\displaystyle s<0}的点称为汇。连续性方程的积分形式由高斯散度定理给出。
这些概念源自流體動力學中的源与汇，其中的流动通过与质量守恒相关的连续性方程保持守恒，得到：
{\displaystyle {\frac {\partial \rho }{\partial t}}+\nabla \cdot \mathbf {v} =Q}
在哪里{\displaystyle \rho }是流体的质量密度， {\displaystyle \mathbf {v} }是流速矢量， {\displaystyle Q}是源汇流（单位时间内单位体积的流体质量）。该方程意味着给定体积内任何涌现或消失的流量必然分别有一个源或一个汇。源表示流体被添加到空间区域的位置，汇表示流体被移除的点。术语{\displaystyle Q}对于源来说为正，对于汇来说为负。 注意，对于不可压缩流或与时间无关的系统， {\displaystyle Q}与发散直接相关，因为
其中{\displaystyle \rho }是流体的质量密度，{\displaystyle \mathbf {v} }是流速矢量，{\displaystyle Q}是源汇流（单位体积单位时间的流体质量）。该方程意味着在某一体积内出现或消失的流量必须分别由源或汇来产生或消耗。源表示向该空间区域加入流体的位置，汇表示流体被移除的位置。项{\displaystyle Q}在为源时为正，在为汇时为负。注意，对于不可壓縮流或时间独立的系统，{\displaystyle Q}与散度直接相关，有
{\displaystyle \nabla \cdot \mathbf {v} =Q}.
对于此类流动，螺線向量場（散度为零）没有源或汇。当某一点{\displaystyle Q=0}但旋度{\displaystyle \nabla \times \mathbf {v} \neq 0}时，该点有时称为涡。而当散度与旋度均为零时，该点有时称为鞍。

## 物理学中的其他例子

### 电磁学

电偶极子的场线。场线由正电荷（源）指向负电荷（汇）。

在电动力学中，电流密度的行为类似于流体力学，因为电荷守恒也给出一个连续性方程：
{\displaystyle {\frac {\partial \rho _{e}}{\partial t}}+\nabla \cdot \mathbf {j} =\sigma },
其中{\displaystyle \rho _{e}}是電荷密度，{\displaystyle \mathbf {j} }是电流密度矢量，{\displaystyle \sigma }是电流的源汇项。电流源和电流汇分别是电流密度出现（{\displaystyle \sigma >0}）或消失（{\displaystyle \sigma <0}）的地方（例如，在闭合电路中，电池的两极可被视为源与汇）。
这一概念也用于电磁场，此处流体流被場線所替代。对于電場{\displaystyle \mathbf {E} }，源是电场线发出的点，例如正電荷（{\displaystyle \nabla \cdot \mathbf {E} >0}），而汇是场线汇聚的点（{\displaystyle \nabla \cdot \mathbf {E} <0}），例如负电荷。这是因为电场遵从高斯定律：
{\displaystyle \nabla \cdot \mathbf {E} =\rho _{e}/\epsilon _{0}},
其中{\displaystyle \epsilon _{0}}是真空介电常数。就磁場{\displaystyle \mathbf {B} }而言，由于不存在磁单极子，因而没有源或汇，这由磁场的高斯磁定律表述为
{\displaystyle \nabla \cdot \mathbf {B} =0}.
电场与磁场也携带能量，正如坡印亭定理所描述：
{\displaystyle {\frac {\partial u}{\partial t}}+\nabla \cdot \mathbf {S} =-\mathbf {J} \cdot \mathbf {E} }
其中{\displaystyle u}是电磁能量密度，{\displaystyle \mathbf {S} }是坡印廷向量，而{\displaystyle -\mathbf {J} \cdot \mathbf {E} }可以被视为能量的源汇项。

### 牛顿引力

地球与月球间的引力场线。对于引力而言只有汇。

类似于电场与磁场，也可以用源汇项讨论牛顿引力場{\displaystyle \mathbf {g} }，其由高斯重力定律描述：
{\displaystyle \nabla \cdot \mathbf {g} =-4\pi G\rho },
其中{\displaystyle G}是万有引力常数。由于引力仅为吸引力（{\displaystyle \rho \geq 0}），因此只有引力汇而无源。汇由点质量表示。

### 热力学和传输
在热力学中，源与汇对应两类熱庫，即能量被提供或提取的地方，例如热通量的源或散热片。在热传导中，这由熱傳導方程式描述。该术语在非平衡態熱力學中也用于引入熵流的源与汇的概念。

### 混沌理论
在混沌理论与复杂系统中，源与汇的思想用于描述排斥子（repellors）与吸引子（attractors），分别对应“源”与“汇”的作用。

## 数学

### 复杂函数
该术语也用于複分析，因为复数可以在复平面中被视作向量。源与汇与亚纯函数的零点与极点有关，表示调和函数中的流入与流出。如果复函数具有一阶极，则该函数可被视为一个源或汇。

### 拓扑
在拓扑学中，当讨论紧致微分流形上的向量场时会使用源与汇的术语。在这种情形下，向量場的指数（index）若为+1则为源或汇，若为−1则称为鞍。该概念在引入庞加莱-霍普夫定理和毛球定理时非常有用。

## 其他用途
该术语还用于生态学中的源-汇动态和神经科学中的电流源密度分析，以及在视听（A/V）行业中，安装人员将视频投影仪或显示器等信号目的地称为“汇（sinks）”。